# Verein für Hamburgische Geschichte
Der Verein für Hamburgische Geschichte (VHG) ist ein am 9. April 1839 gegründeter Geschichtsverein, der sowohl Fachhistorikern als auch historisch interessierten Laien offensteht. Geschäftsstelle und Bibliothek des Vereins haben ihren Sitz im Staatsarchiv der Freien und Hansestadt Hamburg.

## Geschichte
Der VHG wurde am 9. April 1839 auf Initiative der Patriotischen Gesellschaft von 1765 von Hamburger Bürgern gegründet. Erster Vorsitzender des Vereins, dem am Tag seiner Gründung 62 Personen beitraten, war bis 1865 der Historiker und Senatsarchivar Johann Martin Lappenberg. Die Mitgliederzahl stieg bis Jahresende auf 242 Personen.
Ab 1937 amtierte der Archivrat und spätere kurzzeitige Leiter des Hamburger Staatsarchivs, Kurt Detlev Möller, als erster Vorsitzender. Möller schwor den Verein in einem Vortrag auf die Feindschaft zu den Juden ein. An die 18 verbliebenen jüdischen Mitglieder verschickte er ein Formular, in dem sie ihre „arische“ Herkunft bestätigen sollten. Möller geriet nach 1945 in die öffentliche Kritik. Dies ereignete sich nicht wegen seines Antisemitismus, sondern weil er in einer Veröffentlichung über die Kapitulation Hamburgs den während des ganzen Dritten Reichs amtierenden und für alle Verbrechen in Hamburg mitverantwortlichen Reichsstatthalter und Gauleiter Karl Kaufmann und die gesamte nationalsozialistische Führung Hamburgs in seiner Nachkriegsdarstellung Das letzte Kapitel. Geschichte der Kapitulation Hamburgs „mit einer milden Darstellung“ von Schuld und Verantwortung teilweise freisprach. Dieser Vorgang führte zur Amtsenthebung Kurt Detlev Möllers von seinem gerade angetretenen Amt als Staatsarchivsleiter durch die Freie Hansestadt Hamburg. Der Verein für Hamburgische Geschichte stand aber zu seinem Vorsitzenden und beließ ihn bis zum Jahr 1957 auf seinem Posten. Seiner damals ausgeschlossenen jüdischen Mitglieder gedachte der Verein erst im November 2007 während einer außerordentlichen Mitgliederversammlung.
Der VHG feierte am 9. April 2014 seinen 175. Geburtstag mit einem Festakt im Hamburger Rathaus. Den Festvortrag hielt der in Hamburg aufgewachsene New Yorker Historiker Volker Berghahn. Von April 2014 bis März 2015 wurde eine Wanderausstellung mit dem Titel In der Stadt verankert – 175 Jahre Verein für Hamburgische Geschichte an mehreren öffentlichen Orten in Hamburg gezeigt.
Im Jahr 2019 hatte der Verein rund 1140 Mitglieder, darunter die Historiker Frank Bajohr, Hans-Werner Goetz, Joist Grolle, Rainer Hering, Franklin Kopitzsch, Wolfgang Kopitzsch, Hans-Dieter Loose, Angelika Schaser und Barbara Vogel. Aktueller Vorsitzender ist Franklin Kopitzsch, sein Stellvertreter ist Dirk Brietzke. Der Verein für Hamburgische Geschichte gehört zu den wenigen deutschen Geschichts- und Altertumsvereinen in Deutschland, die eine „junge Abteilung“ aufweisen können.
Zur Geschichte des Vereins selbst sind im Laufe der Zeit verschiedene Beiträge und Darstellungen erschienen.
Der VHG ist Mitglied im Gesamtverein der Deutschen Geschichts- und Altertumsvereine. 

## Lappenberg-Medaille
Seit 1864 verleiht der Verein die nach ihrem ersten Vorsitzenden benannte Lappenberg-Medaille als Anerkennung für herausragende Beiträge zur Erforschung der Geschichte Hamburgs. Zu den geehrten Persönlichkeiten gehören beispielsweise Theodor Schrader (1912), Ernst Reinstorf (1958), Percy Ernst Schramm (1964), Reinhard Schindler (1982), Maike Bruhns (2002), Renate Hauschild-Thiessen (2008), Ina Lorenz (2017) und Ulrich Bauche (2019).

## Arbeitsgruppen und Vereinsaktivitäten
Bibliotheksausschuss
Die Bibliothek des VHG umfasst etwa 13.000 Bände (Stand: 2020) zur Geschichte Hamburgs, seiner Stadtteile und Nachbarregionen sowie der Hanse. Der Bibliotheksausschuss hat die Aufgabe, die Bibliothek zu verwalten, neue Bücher aufzunehmen, zu katalogisieren und zu signieren, die Bestände zu ordnen, über Neubeschaffungen zu entscheiden, Zuwendungen (beispielsweise aus Haushaltsauflösungen) entgegenzunehmen, beschädigte Bücher instand zu setzen. Mit einer Reihe hamburgischer und außerhamburgischer Einrichtungen bestehen Tauschpartnerschaften zum Austausch von Neuerscheinungen. Die zahlreich anfallenden Dubletten aus Zuwendungen werden den Vereinsmitgliedern in einem Bücherflohmarkt angeboten. Der Bestand der Vereinsbibliothek ist bisher noch nicht im Verbundkatalog der Hamburger Bibliotheken erfasst. Die Bücher können vor Ort in den Vereinsräumen im Staatsarchiv eingesehen und ausgeliehen werden.
Ausschuss für historische Ausflüge
Der Ausschuss für historische Ausflüge pflegt das Wissen um die hamburgische Geschichte und deren Erforschung in Ausflügen und Rundgängen. Diese Touren oder Reisen werden jeweils von zwei Mitgliedern des Ausschusses vorbereitet und geleitet und je nach Thema von sachkundigen Experten ergänzt und unterstützt. Die Bandbreite erstreckt sich dabei von themenbezogenen Spaziergängen, Radtouren und Museumsführungen bis hin zu mehrtägigen Rundreisen durch Norddeutschland oder ins Ausland.
Arbeitskreis „Junger Verein“
Um einer absehbaren Überalterung und Mitgliederschwund zu begegnen, ging der VHG im Jahr 2013 dazu über, gezielt unter Studenten und Schülern Mitglieder zu werben (u. a. wird Mitgliedern bis zum Alter von 28 Jahren der Mitgliedsbeitrag erlassen). Die „jüngeren“ Mitglieder (etwa 14 bis 40 Jahre alt) treffen sich regelmäßig zu Stammtischabenden im Anschluss an Museumsführungen und Vortragsveranstaltungen. Zu den wiederkehrenden Veranstaltungen gehören unter anderem das Kolloquium Von der BA-Arbeit bis zur Dissertation, selbstorganisierte Museumsbesuche und Fortbildungen, sowie die Teilnahme an Kneipenquizzen. Nach einer 2016 veröffentlichten Studie gehörten zu diesem Zeitpunkt von den 1.100 Mitgliedern gut 200 dem Arbeitskreis „Junger Verein“ an.
Arbeitskreis Erinnerung
Von 2007 bis 2017 trafen sich Mitglieder des VHG, um über ihre persönlichen Erinnerungen zu verschiedenen Themen zu berichten, zu diskutieren und sie aufzuschreiben. In dieser Zeit sind aus der Arbeit des Arbeitskreises mehrere Bücher entstanden, die sich mit Themen wie „Wohnen in Hamburg“, „Schulzeit in Hamburg“ oder „Essen und Trinken in Hamburg“ auseinandersetzen.
Stolperstein-Recherchegruppe
Von 2013 bis 2017 recherchierte eine hauptsächlich aus Vereinsmitgliedern bestehende Gruppe die Biografien von NS-Opfern, für die Stolpersteine im Hamburger Stadtquartier Grindel in Hamburg-Rotherbaum verlegt sind. In Zusammenarbeit mit der Hamburger Stolperstein-Initiative, der Landeszentrale für politische Bildung Hamburg und dem Institut für die Geschichte der deutschen Juden wurden die gesammelten Biografien und Forschungsergebnisse in der Reihe Biografische Spurensuche veröffentlicht.

## Publikationen
Eines der Haupttätigkeitsfelder des VHG ist die Herausgabe und Veröffentlichung von Schriften zur Geschichte Hamburgs.
Hauptpublikation ist die jährlich erscheinende Zeitschrift des Vereins für Hamburgische Geschichte (ZHG). In der Fachzeitschrift werden Aufsätze, Forschungsberichte und Rezensionen veröffentlicht. Das ebenfalls jährlich erscheinende Mitgliedermagazin Tiedenkieker – Hamburgische Geschichtsblätter enthält kleinere Beiträge zu Personen, Institutionen und Ereignissen aus der hamburgischen Geschichte, sowie Nachrichten aus dem Vereinsleben. Vorgänger des Tiedenkieker waren zunächst die Mitteilungen des Vereins für Hamburgische Geschichte (MHG), welche 1926 durch die Hamburgischen Geschichts- und Heimatblätter (HGH) abgelöst wurden. Sowohl ZHG als auch der Tiedenkieker und seine Vorgänger sind per Volltextsuche in den Beständen der Staats- und Universitätsbibliothek Hamburg recherchierbar.
Neben den Periodika gibt der ZHG auch in loser Folge wissenschaftliche Forschungsliteratur und Sonderveröffentlichungen heraus. Seit 1969 erscheint die Reihe Beiträge zur Geschichte Hamburgs mit bisher 68 Bänden (Stand: 2020). Die Bücher der Hamburgischen Lebensbilder sind bisher in 25 Bänden erschienen. Beide Reihen werden seit 2018 durch den Wallstein Verlag in Göttingen betreut.

## Vorsitzende

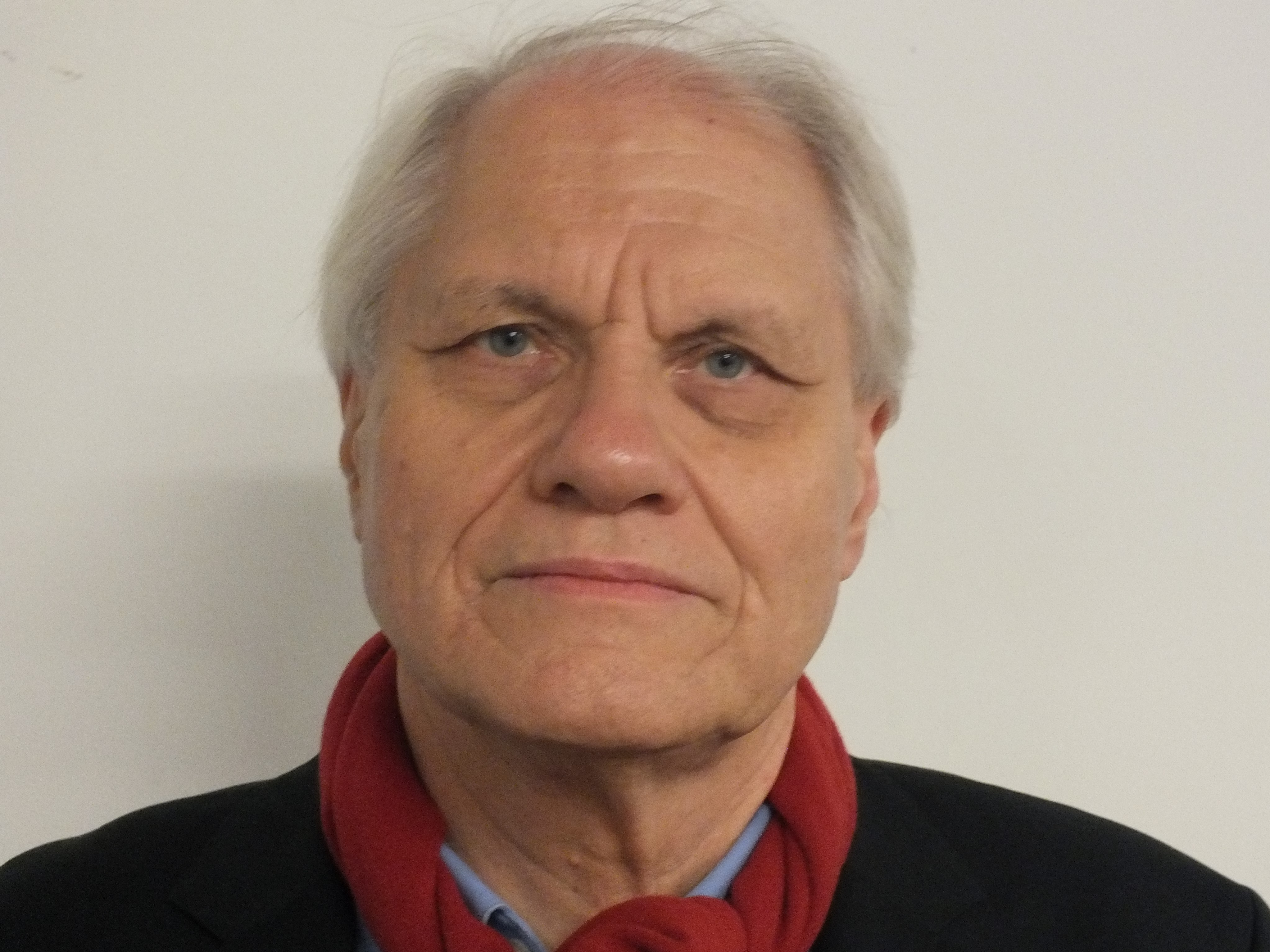
Franklin Kopitzsch, seit 2023 Vorsitzender des Vereins

- 1839–1865 Johann Martin Lappenberg
- 1867–1872 Wilhelm Hübbe
- 1872–1888 Johann Friedrich Voigt
- 1888–1912 Theodor Schrader
- 1912–1937 Hans Nirrnheim
- 1937–1957 Kurt Detlev Möller
- 1957–1974 Jürgen Bolland
- 1975–2005 Hans-Dieter Loose
- 2005–2007 Udo Schäfer
- 2007–2011 Joist Grolle
- 2011–2023 Rainer Nicolaysen
- seit 2023 Franklin Kopitzsch